# Taís de Atenas
Taís foi uma hetera ou cortesã ateniense que acompanhou Alexandre, o Grande até à segunda metade do século IV a.C.

## Em Atenas
É desconhecido tanto a data do seu nascimento como da sua morte; somente é conhecida por certos relatos em que aparece e por algumas inscrições. Viveu os primeiros anos da sua vida na cidade grega de Atenas e deu o nome de uma comédia de Aleixo, com quem tinha algum tipo de relação.

## Taís surge na história
Taís se uniu a campanha que estava sendo realizada por Alexandre contra o Império Aquemênida entre os anos 334 a.C. e 330 a.C., como cliente de Ptolomeu, a quem acompanhou por toda a Ásia. É famosa por ser uma das protagonistas do incêndio de Persépolis; pelo menos um dos relatos que chegaram até nós contam sobre este evento.
Segundo Clitarco, durante um banquete celebrado por Alexandre em Persépolis em junho de 330 a.C., quando este já tinha transcorrido há bastante tempo, com a maioria dos convidados e o próprio Alexandre bêbados, Taís fez um discurso em que desafiava Alexandre a se divertir com ela e castigar os persas pelo saque de Atenas, queimando a sala das cem colunas de Xerxes I.  Alexandre se levantou e foi junto com Taís até o terraço onde lançaram uma tocha na sala de Xerxes, que consumiu juntamente com a maior parte do palácio; atitude de que se arrependeria pouco depois quando já não era o vingador da Grécia, e sim o rei do Império persa. Em outra versão, que tem certo crédito entre alguns historiadores e narrada por Ptolomeu, Taís não aparece.
Com a morte do conquistador, seguiu sendo amante de Ptolomeu, com quem teve três filhos.

## Taís na literatura
Taís ficou famosa em Roma  na Itália medieval, onde Dante Alighieri a castiga no oitavo círculo do inferno na Divina Comédia. Também aparece no livro do autor russo Ivan Efremov “Taís de Atenas”, onde se descrevem as conquistas de Alexandre Magno e seus generais na perspectiva de Taís.